# Валштет
Валштет (њем. Wahlstedt) град је у њемачкој савезној држави Шлезвиг-Холштајн. Једно је од 95 општинских средишта округа Зегеберг. Према процјени из 2010. у граду је живјело 9.381 становника. Посједује регионалну шифру (AGS) 1060092, NUTS (DEF0D) и LOCODE (DE WAH) код.

## Географски и демографски подаци
Валштет се налази у савезној држави Шлезвиг-Холштајн у округу Зегеберг. Град се налази на надморској висини од 47 метара. Површина општине износи 15,8 km². У самом граду је, према процјени из 2010. године, живјело 9.381 становника. Просјечна густина становништва износи 596 становника/km².

## Међународна сарадња
| Мјесто        | Држава   | Врста сарадње | Од    |
| ------------- | -------- | ------------- | ----- |
|               | Шведска  | пријатељство  | 2000. |
| Норе уг Увдал | Норвешка | пријатељство  | 2000. |
|               | Финска   | пријатељство  | 2000. |
| Бјерингбро    | Данска   | партнерство   | 2000. |
| Извор         |          |               |       |